# Сара Геффлін
Сара Геффлін (нім. Sarah Höfflin) — швейцарська фристайлістка, спеціалістка зі слоупстайлу й біг-ейру, олімпійська чемпіонка, переможниця Х-ігор. 
Золоту олімпійську медаль та звання олімпійської чемпіонки Геффлін виборола на Олімпіаді 2018 року в корейському Пхьончхані в змаганнях зі слоупстайлу. Всесвіті екстремальні ігри вона виграла в біг-ейрі. 
З 12 до 22 років Геффлін жила у Великій Британії й закінчила Кардіффський університет. 

## Зовнішні посилання
- Досьє на сайті Міжнародної федерації лижного спорту

## Виноски
1. 1 2  Olympedia — 2006.
2. ↑  Women's slopestyle results
3. ↑  Aspen 2018 Women's Ski Big Air. xgames.espn.com. Архів оригіналу за 28 січня 2018. Процитовано 28 січня 2018. [Архівовано 2018-01-28 у Wayback Machine.]